# Coniophanes taylori
Coniophanes taylori — вид змій родини полозових (Colubridae). Ендемік Мексики. Вид названий на честь американського герпетолога Едварда Гаррісона Тейлора.

## Поширення і екологія
Coniophanes taylori мешкають в мексиканських штатах Оахака і Герреро. Вони живуть в тропічних лісах, на висоті до 1400 м над рівнем моря.